# Figulus approximatus
Figulus approximatus es una especie de coleóptero de la familia Lucanidae.

## Distribución geográfica
Habita en Mauritania.